# Спано, Роберт
Роберт Спано (англ. Robert Spano; род. 7 мая 1961, Конниот, Огайо) — американский дирижёр.
Сын музыканта-любителя, с детских лет учился играть на фортепиано, скрипке и флейте, в 14 лет дирижировал собственным сочинением во главе местного оркестра. Окончил Оберлинскую консерваторию, а затем Кёртисовский институт у Макса Рудольфа. В 1989 г. вернулся в Оберлинскую консерваторию в качестве преподавателя, возглавив оперную программу.
В 1990—1993 гг. был помощником Сэйдзи Одзавы в Бостонском симфоническом оркестре; с начала 1990-х гг. участвовал также в работе Тэнглвудского музыкального центра, в 1998—2003 гг. возглавлял дирижёрский курс, в 2003 и 2004 гг. руководил проводившимся в Тэнглвуде Фестивалем современной музыки. В 1996—2004 гг. главный дирижёр Бруклинского филармонического оркестра, с 2001 г. музыкальный руководитель Симфонического оркестра Атланты. С этим последним коллективом осуществил целый ряд значительных записей, две из которых были удостоены премии «Грэмми»: Морская симфония Воан-Уильямса (2003) и «Реквием» Гектора Берлиоза (2005). В 2008 году Спано стал лауреатом Премии Дитсона, присуждаемой наиболее яркому дирижёру США.